# ITM Cup 2012
La ITM Cup 2012 fue la trigésimo séptima edición y séptima con el formato actual del principal torneo de rugby profesional de Nueva Zelanda.
El campeón de la competición fue el equipo de Canterbury quienes lograron su décimo campeonato.

## Sistema de disputa
Los equipos enfrentan a los seis equipos restantes de su división y disputan cuatro encuentros inter-división, totalizando 10 encuentros, 
- Los cuatro equipos con mejor clasificación al final de la fase de grupos de la Premiership clasifican a semifinales buscando el título de la competición, mientras que el séptimo lugar desciende al Championship de la temporada siguiente.

- Los cuatro mejores clasificados del Championship clasifican a semifinales buscando el ascenso a la Premiership de la temporada siguiente, el campeón asciende de manera automática a la división de honor.

## Premiership - Primera División
- Clasificación[1]

| Pos. | Equipo        | Encuentros | Encuentros | Encuentros | Encuentros | Tantos | Tantos | Tantos | PB | PB | Puntos |
| Pos. | Equipo        | PJ         | PG         | PE         | PP         | F      | C      | Dif    | BO | BD | Puntos |
| ---- | ------------- | ---------- | ---------- | ---------- | ---------- | ------ | ------ | ------ | -- | -- | ------ |
| 1.º  | Canterbury    | 10         | 8          | 0          | 2          | 419    | 132    | +287   | 6  | 1  | 39     |
| 2.º  | Wellington    | 10         | 8          | 0          | 2          | 323    | 203    | +120   | 7  | 0  | 39     |
| 3.º  | Auckland      | 10         | 8          | 0          | 2          | 322    | 252    | +70    | 5  | 0  | 37     |
| 4.º  | Taranaki      | 10         | 7          | 0          | 3          | 323    | 266    | +57    | 5  | 0  | 33     |
| 5.º  | Waikato       | 10         | 6          | 0          | 4          | 272    | 230    | +42    | 3  | 1  | 28     |
| 6.º  | Bay of Plenty | 10         | 3          | 0          | 7          | 232    | 311    | −79    | 3  | 1  | 16     |
| 7.º  | Hawke´s Bay   | 10         | 3          | 0          | 7          | 170    | 301    | −131   | 1  | 1  | 14     |

|  | Semifinalista.            |
|  | Descenso al Championship. |

### Semifinales
| 20 de octubre | Wellington | 22 - 33 | Auckland | Westpac Stadium, Wellington |  |

| 20 de octubre | Canterbury | 51 - 27 | Taranaki | AMI Stadium, Christchurch |  |

### Final
| 27 de octubre | Canterbury | 31 - 18 | Auckland | AMI Stadium, Christchurch |  |

| Bandera de Nueva Zelanda |
| Campeón Canterbury       |
| Décimo título            |

## Championship - Segunda División
- Clasificación[3]

| Pos. | Equipo           | Encuentros | Encuentros | Encuentros | Encuentros | Tantos | Tantos | Tantos | PB | PB | Puntos |
| Pos. | Equipo           | PJ         | PG         | PE         | PP         | F      | C      | Dif    | BO | BD | Puntos |
| ---- | ---------------- | ---------- | ---------- | ---------- | ---------- | ------ | ------ | ------ | -- | -- | ------ |
| 1.º  | Counties Manukau | 10         | 6          | 0          | 4          | 317    | 227    | +90    | 7  | 3  | 34     |
| 2.º  | Otago            | 10         | 5          | 0          | 5          | 292    | 285    | +7     | 4  | 2  | 26     |
| 3.º  | Tasman           | 10         | 5          | 0          | 5          | 209    | 227    | −18    | 2  | 2  | 24     |
| 4.º  | Southland        | 10         | 4          | 0          | 6          | 150    | 276    | −126   | 1  | 2  | 19     |
| 5.º  | Northland        | 10         | 3          | 0          | 7          | 225    | 319    | −94    | 3  | 2  | 17     |
| 6.º  | Manawatu         | 10         | 3          | 0          | 7          | 198    | 321    | −123   | 2  | 2  | 16     |
| 7.º  | North Harbour    | 10         | 1          | 0          | 9          | 205    | 307    | −102   | 2  | 3  | 9      |

|  | Semifinalista. |

### Semifinales
| 19 de octubre | Otago | 41 - 34 | Tasman | Forsyth Barr Stadium, Dunedin |  |

| 20 de octubre | Counties Manukau | 48 - 23 | Southland | ECOLight Stadium, Pukekohe |  |

### Final
| 26 de octubre | Counties Manukau | 41 - 16 | Otago | ECOLight Stadium, Pukekohe |  |

| Bandera de Nueva Zelanda              |
| Ganador Championship Counties Manukau |
| Primer título                         |